# Langfußfledermaus
Die Langfußfledermaus (Myotis capaccinii, auch als Großfußfledermaus bekannt) ist eine Fledermaus-Art aus der Gattung der Mausohren, die 1837 von Bonaparte erstmals beschrieben wurde. Der wissenschaftliche Artname ehrt den italienischen Kardinal Francesco Capaccini.

## Merkmale

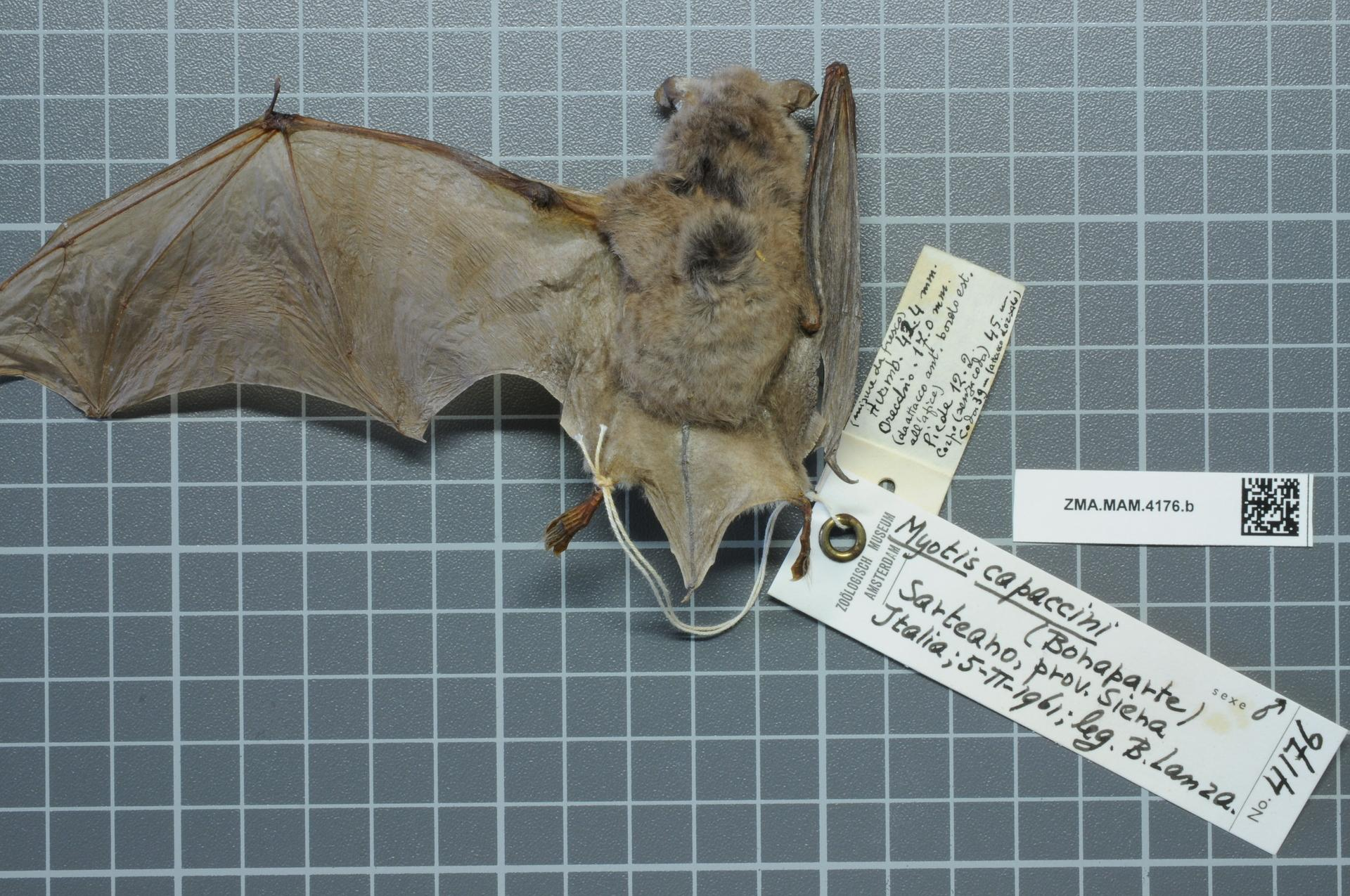
Präparat der Langfußfledermaus

Die Langfußfledermaus ist mit einer Kopf-Rumpf-Länge von etwa 5 Zentimeter und einer Flügelspannweite von etwa 25 Zentimeter eine mittelgroße Fledermaus. Die Oberseite ist heller als bei anderen Mausohr-Arten und rauchgrau gefärbt. Die Bauchseite ist hellgrau und von der Oberseite nicht scharf abgegrenzt. Die Schnauze ist rotbraun, Ohren und Flughäute sind braungrau. Die Füße sind ungewöhnlich groß und mit langen Borsten bedeckt. Die Armflughaut reicht bis zur Ferse. Die Unterschenkel sind sehr stark behaart. Die Schwanzflughaut ist mit dunklem Flaum bedeckt. Die Nasenlöcher stehen ziemlich weit hervor.
Ähnliche Arten:
- Wasserfledermaus (Myotis daubentoni)
- Teichfledermaus (Myotis dasycneme)

## Verbreitung

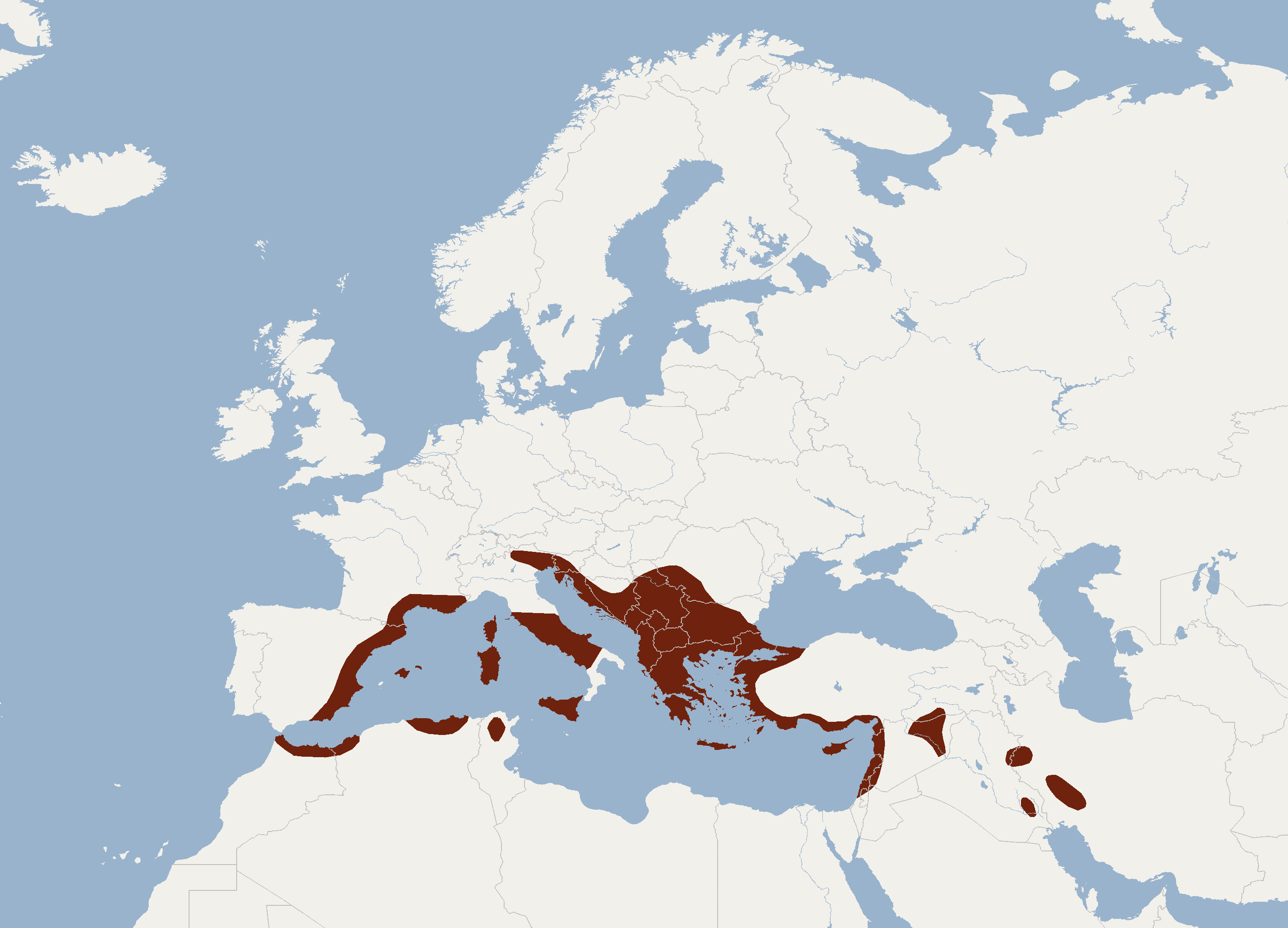
Verbreitungsgebiete der Langfußfledermaus

Die Langfußfledermaus ist im Mittelmeerraum recht weit verbreitet. Früher reichte das Verbreitungsgebiet bis zu den Alpen, inzwischen sind diese Populationen jedoch wahrscheinlich ausgestorben. Weitere Vorkommen finden sich in Nordafrika und östlich bis zum Iran und Usbekistan.

## Lebensweise
Langfußfledermäuse halten sich bevorzugt in gebüschreichem Gelände in Gewässernähe auf. Sowohl im Sommer als auch im Winter schlafen die Tiere in Höhlen, Stollen und Kellern. Die Tiere sind sehr gesellig, es wurden Winterquartiere mit über 3000 Tieren gefunden. Langfußfledermäuse bilden Kolonien auch mit anderen Fledermausarten wie zum Beispiel Mausohren oder Langflügelfledermäusen.
Langfußfledermäuse sind dämmerungsaktiv. Sie jagen gerne über Gewässern nach Insekten, die sie im Flug verspeisen. Der Flug ähnelt dem der Wasserfledermaus. Die Langfußfledermaus ist die Fledermausart Europas, die am besten daran angepasst ist, Insekten von der Wasseroberfläche zu fangen. In einzelnen Populationen jagen die Tiere zudem Fische, die im Bereich der Wasseroberfläche leben. Dabei haben sie sich besonders auf die aus den Vereinigten Staaten stammenden und in Südeuropa neu eingeführten  Östlichen Moskitofische (Gambusia holbrooki) spezialisiert, die bei ihrer Jagd nach Insekten und Insektenlarven mit der Oberlippe die Wasseroberfläche durchstoßen und damit für die Fledermäuse sichtbar werden.

## Status und Schutz
Die Langfußfledermaus wird von der Europäischen Union in den Anhängen II und IV der FFH-Richtlinie geführt und gilt somit als streng zu schützende Art von gemeinschaftlichem Interesse, für deren Erhalt besondere Schutzgebiete ausgewiesen werden müssen.

## Belege
1. ↑  Beolens, Watkins & Grayson: The Eponym Dictionary of Mammals. Johns Hopkins University Press, Baltimore 2009, ISBN 978-0-8018-9304-9, S. 72 (Capaccini).
2. ↑  Ostaizka Aizpurua, Antton Alberdi, Joxerra Aihartza, Inazio Garin: Fishing Technique of Long-Fingered Bats Was Developed from a Primary Reaction to Disappearing Target Stimuli. PLOS One, 14. Dezember 2016. doi:10.1371/journal.pone.0167164